# Burg Büren
Die Burg Büren ist eine abgegangene hochmittelalterliche Burg im Nordwesten der Altstadt von Büren im Kreis Paderborn in Nordrhein-Westfalen an der Alme.

## Geschichte
Wahrscheinlich hat eine Burg in Büren bereits in der Mitte des 12. Jahrhunderts existiert, da in einer Urkunde von 1153 ein Thietmar de Buren erwähnt wird. 1195 tragen die Edelherren von Büren Burg und Stadt Büren dem Bistum Paderborn zu Lehen auf. 1269 wurde die Burg zwischen der Wewelsburger und Wünnenberger Linie der Edelherren geteilt, wobei laut dem Vertrag jede in ihrer Hälfte nach Belieben bauen durfte. 1355 wurde ein Viertel der Burg an den Paderborner Fürstbischof Balduin von Steinfurt verpfändet. Dieser kaufte 1374 die Wewelsburger Hälfte der Burg. 1391 war die Burg wieder vollständig in der Hand derer von Büren. 1661 vererbte Moritz von Büren die Herrschaft Büren an die Jesuiten. 1662 verbannte der Paderborner Fürstbischof Ferdinand II. von Fürstenberg den Orden aus Burg und Stadt Büren und nahm die Burg unter seine Herrschaft. 1714 wurde die Burg an die Jesuiten zurückgegeben. 1716 wurde sie abgebrochen, an ihrer Stelle wurde ein Kolleg errichtet.

## Beschreibung
Die Burg befand sich an der Stelle, die heute vom Gebäude und dem Innenhof der Bürener Mauritiusschule eingenommen wird. Die Westseite war an die Stadtmauer angelehnt. Nach dem überlieferten Bildmaterial bestand die Burg in der frühen Neuzeit aus drei mindestens dreistöckigen Gebäuden um einen Innenhof. Durch einen Wassergraben waren sie von den Ökonomiegebäuden im Süden und einem Garten im Osten abgeteilt. Den Eingang bildete ein Torhaus mit Walmdach. Der Wirtschaftsteil an der Stelle der heutigen Jesuitenkirche war dreiflügelig, wobei der Nordflügel aus mehreren Gebäuden zusammengesetzt war. Die Meierei der Burg nahm die gesamte Nordseite der Stadt ein.